# 塞佩卢什 (阿马兰蒂)
塞佩卢什是葡萄牙波尔图区的一个堂区。总面积50.55平方公里，总人口1539人，人口密度455.3人/平方公里。